# Меморіал на честь радянських воїнів Південно-західного фронту і воїнів-земляків

## Основні дані
Пам'ятник історії.  
Твір монументального мистецтва.
Реєстровий номер - 249

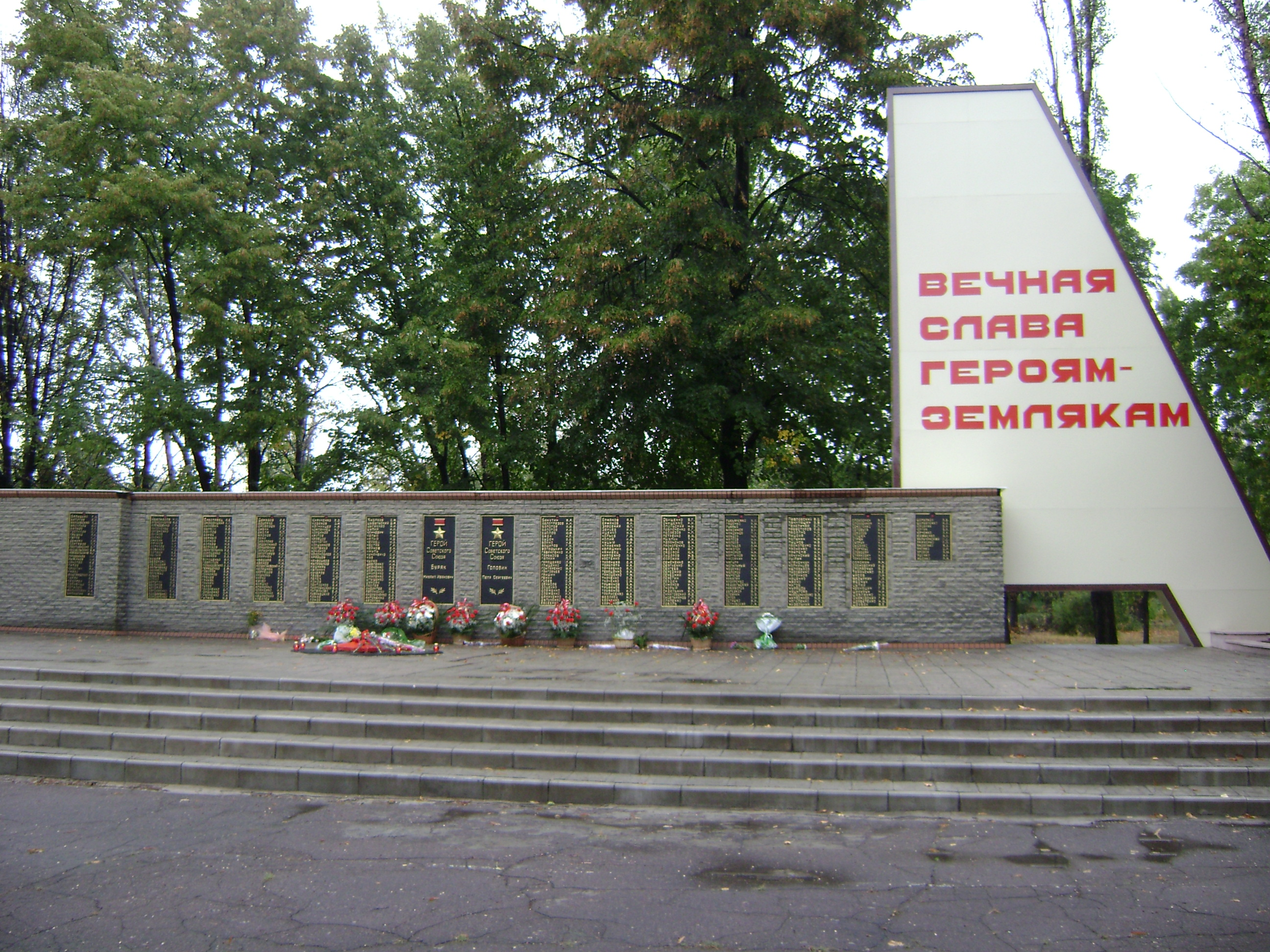

Автор: Лютий В.С. Архітектори: Сторчеус І.Н., Краснокутський В.М.
Дата відкриття: 11 вересня 1971 року.
Місце розташування: м. Добропілля, Донецька область, Центральний парк культури і відпочинку.
Розміри: скульптура - 6 х 1,8 м;
горизонтальна стела - 18 х 3 м;
вертикальна стела: 9 х 5 х 1 м;
пілон: h - 12 м.
зірка вічного вогню: d - 1 м.
горизонтальні меморіальні плити: розмір 0,45 х 1,5 м.
Матеріал: залізобетон

## Історична довідка
Меморіал засновано на честь подій 1943 року. 17 - 21 лютого 1943 року в районі Червоноармійського Рудника вели запеклі бої 10-й і 18-й танкові корпуси групи Південно-Західного фронту. Під натиском сил ворога 18-й танковий корпус був змушений відійти у північно-східному напрямку. У зв'язку з цим різко погіршилося становище на ділянці 10-го танкового корпусу.
21 лютого до селища підійшло сильне групування німців з танками і піхотою. Вранці 22 лютого після жорстоких боїв супротивник зайняв Червоноармійський Рудник.
В ході боїв з 17 по 22 лютого в районі Червоноармійського Рудника загинув 101 воїн, прізвища одинадцятьох встановлені. Додому не повернулися 332 людини.
На честь добропільців, які загинули і радянських воїнів, що захищали добропільську землю, 11 вересня 1971 року було зведено меморіал.

## Характеристики

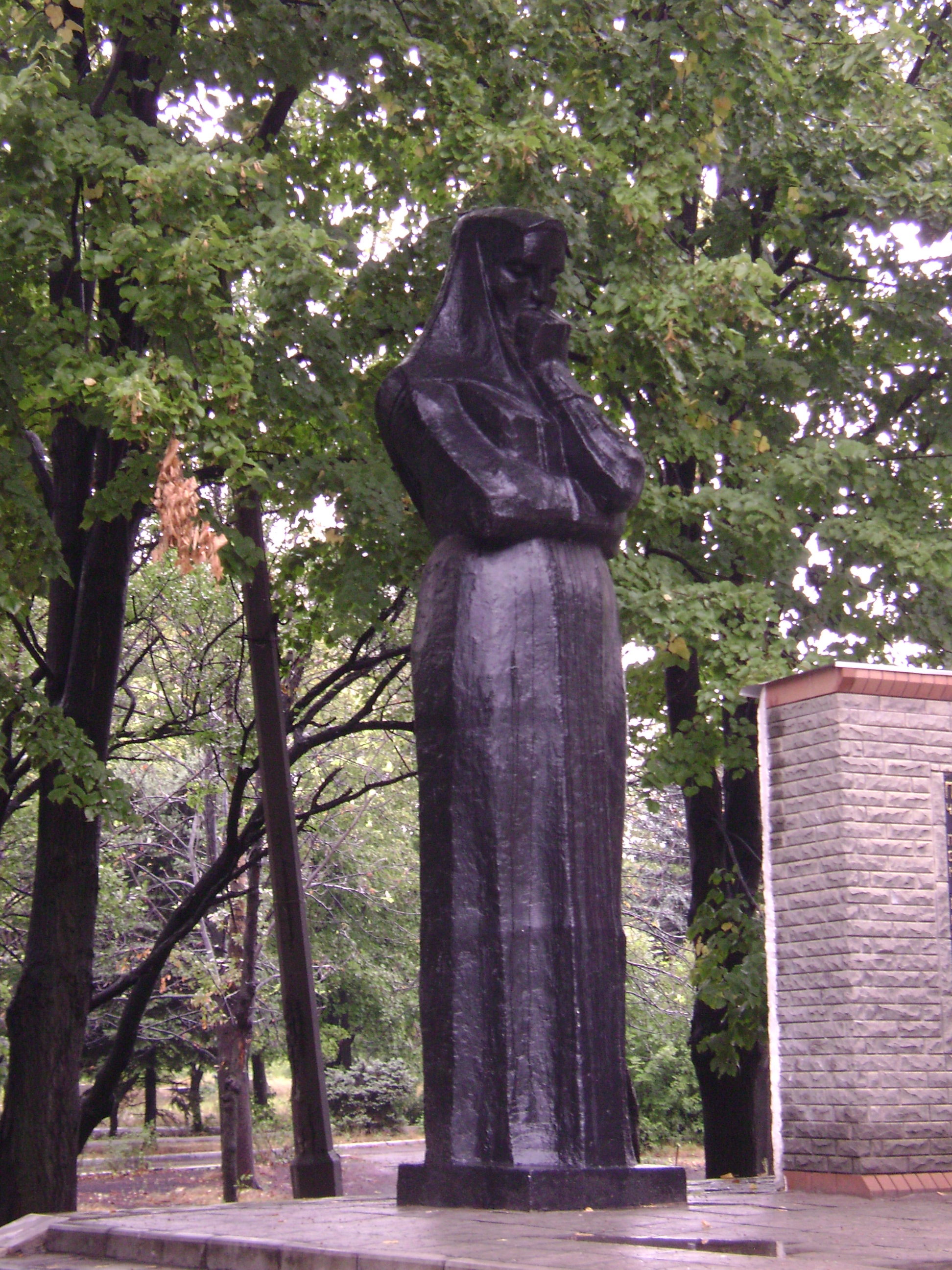

Меморіальний комплекс представляє дві стели (горизонтальну і вертикальну) а також скульптуру, що зображує жінку. Її образ є уособленням Батьківщини.  

На горизонтальній стелі закріплено 12 плит із прізвищами 308 полеглих воїнів і  меморіальну плиту із відривком з поеми "Реквієм" Р. Рождественського:
"Помните!
Через века,
через года, - 
Помните!
О тех,
Кто уже не придет
Никогда. - 
Помните!
Не плачьте!
В горле 
сдержите стоны,
Горькие стоны
Памяти павших
Будьте достойны!
Вечно достойны!
Р. Рождественский"
На вертикальній стелі нанесено напис: 
"Вечная слава героям-землякам!".
Біля підніжжя горизонтальної стели горить вічний вогонь.
Праворуч від вертикальної стели закладено меморіальну плиту із написом:
"Здесь похоронены воины Советской Армии, павшие смертью храбрых в боях за Родину (перелік 11 прізвищ відомих воїнів) і 90 невідомих захисників Батьківщини"